# Buchananiella continua
Buchananiella continua is een wants uit de familie van de bloemwantsen (Anthocoridae). De soort werd het eerst wetenschappelijk beschreven door White in 1880.

## Uiterlijk
De bruine bloemwants heeft volledige vleugels (macropteer) en kan 2 tot 3 mm lang worden. De kop, het halsschild en het scutellum van de wants zijn donkerbruin net als het grootste deel van de voorvleugels. De zijkant, net als een band boven het uiteinde van het verharde deel van de voorvleugels zijn vaak lichter, het uiteinde zelf, de cuneus, is vaak donkerder. 
Het doorzichtige vliezige deel van de voorvleugels is aan de randen licht en donker in het midden en heeft lichte aders. De pootjes zijn licht geelbruin. De antennes zijn bruin met uitzondering van het onderste stuk van het tweede antennesegment wat licht is.

## Leefwijze
De wants komt de winter door als imago en er zijn minimaal twee generaties per jaar. Er worden in mei, augustus en september nimfen waargenomen en er zijn van april tot oktober volwassen dieren te vinden op coniferen, tussen dorre bladeren en tuinafval waar ze jagen op stofluizen en andere kleine insecten.

## Leefgebied
De wantsen lijken in Nederland vooral in Zuidwest-Nederland gevonden te worden en ze zijn hier niet zeldzaam. De soort komt oorspronkelijk uit tropisch Afrika en tropisch Amerika en heeft zich op een aantal plekken noordelijker weten te vestigen, zoals in West-Europa, het Midden-Oosten en landen als Italië, Spanje, Portugal en Frankrijk.  